# Amokrane Oualiken
Pour les articles homonymes, voir Mokrane.
Amokrane Oualiken ou Mokrane Oualikene est un entraîneur et footballeur algérien né le 6 avril 1933 à Ben Aknoun,  Alger, décédé le 22 juin 2010 à Ben Aknoun, Algérie.

## Biographie
Il s'est fait connaître dans le club de Nîmes Olympique où il fut trois fois dauphin de la Ligue 1 et une fois finaliste de la Coupe de France de football. Il rejoignit en 1960 l'équipe du FLN qui luttait pour l'indépendance de l'Algérie. Il sera sélectionné à l'indépendance de cette dernière dans l'équipe d'Algérie de football 5 fois, et se reconvertira en entraîneur quelques années plus tard. Il s'illustrera en faisant accéder le club amateur du DNC Alger en Nationale Une en 1985 et parviendra même à gagner la Coupe d'Algérie de football 1981-1982.

## Palmarès

### En tant que joueur
- Vice-champion de France avec Nîmes Olympique en 1958, 1959 et 1960.
- Finaliste de la Coupe de France de football avec Nîmes Olympique in 1958.

- 22 matchs avec l'équipe du FLN.
- 5 sélections sous le maillot de l'Algérie.

### En tant qu'entraîneur
- Vainqueur de la Coupe d'Algérie de football avec le DNC Alger en 1982.